# Cornelis van Oeckelen

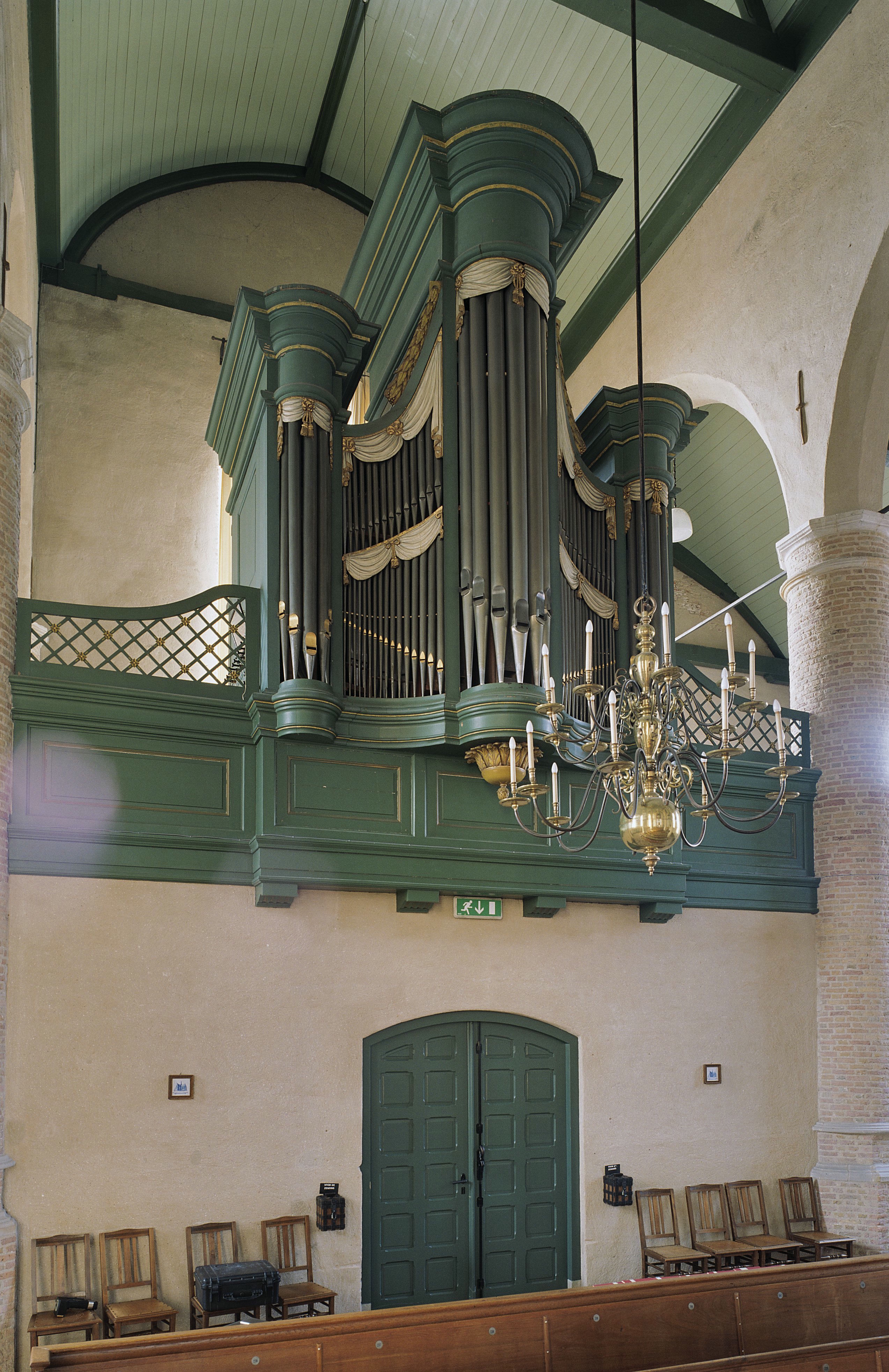
Orgel van Cornelis van Oeckelen uit 1822 in de Kerk aan de Haven te Waalwijk

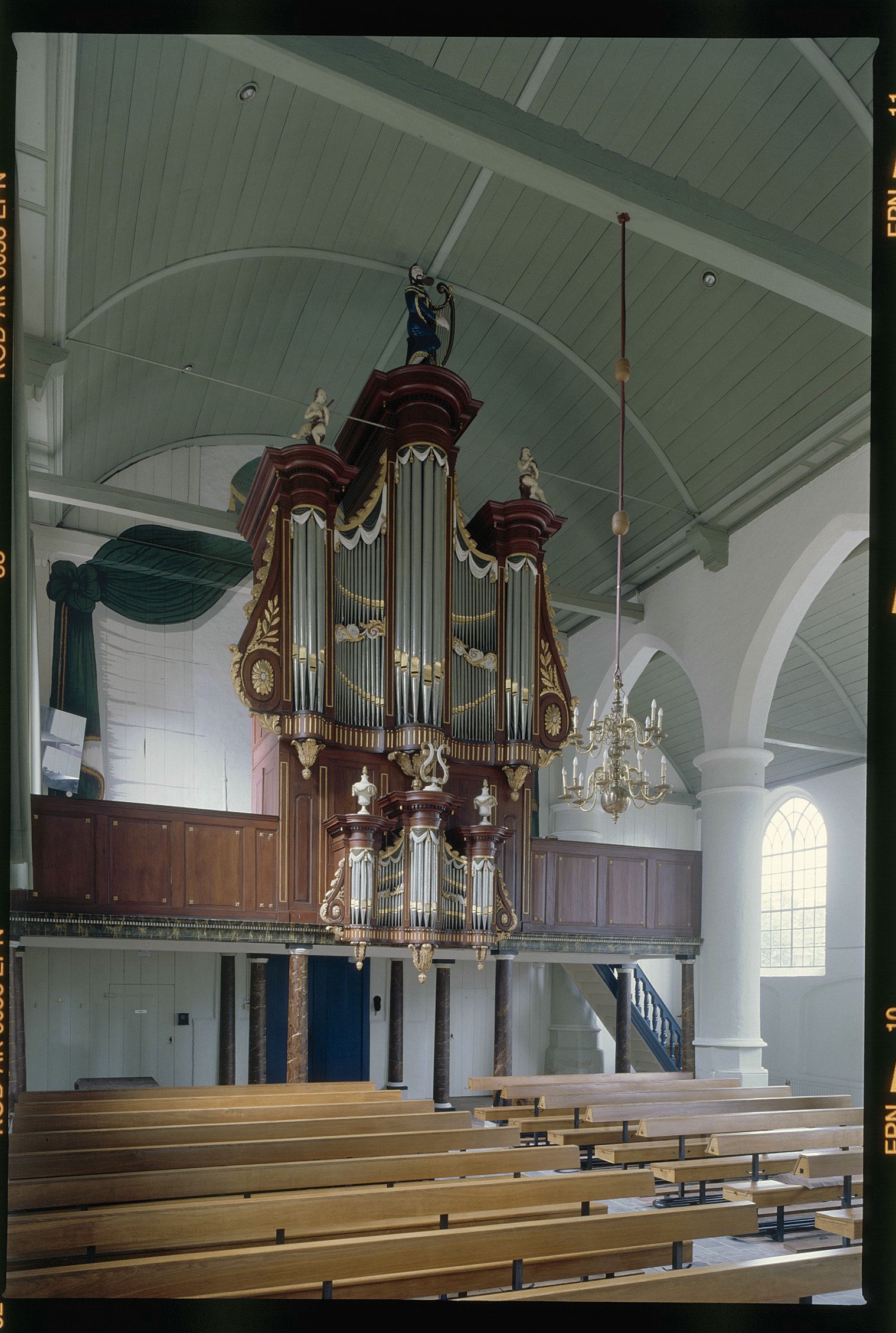
Het Verhofstadt-Van Oeckelen-orgel uit 1715/1821 in de Martinuskerk ('s Gravenmoer)

Cornelis van Oeckelen (Breda, 12 oktober 1762 - aldaar, 29 augustus 1837) was een Nederlands orgelbouwer.
Oorspronkelijk was hij horlogemaker, maar in 1804 begon hij een orgelmakerij. Hij was van katholieken huize.
Hij had drie zoons, te weten:
- Johannes Matthias van Oeckelen (1787 - 1860), die horlogemaker en klokkenist was te Breda
- Petrus van Oeckelen (1792 - 1878), die orgelmaker was, in 1810 naar Groningen verhuisde en een orgelmakerij vestigde in Harendermolen
- Cornelis Jacobus van Oeckelen (1798 - 1865), die muziekinstrumentmaker was en mechanische muziekinstrumenten ontwierp, waaronder een mecanique piano.

Ook Petrus had een aantal zoons die zich in het orgelmakersvak bekwaamden:
- Cornelis Aldegundis van Oeckelen (1829 - 1905), die het bedrijf van zijn vader voortzette in Glimmen
- Henderikus van Oeckelen (1835 - 1894), bekend als 'Henricus', die werkzaam was bij Roelf Meijer in Veendam en diens bedrijf voortzette vanaf 1884
- Antonius van Oeckelen (1839 - 1918), die compagnon was van zijn broer Cornelis en na diens dood het bedrijf zelfstandig voortzette

Zij bouwden hun orgels vooral voor kerken in Groningen en Drenthe

## Lijst van werken
- 1804 Schuurkerk te Den Hout wordt een orgel uit Antwerpen geplaatst, dat in 1805 wordt uitgebreid.
- 1805 Hervormde Markendaalsekerk te Breda, een orgel dat in 1808 wordt uitgebreid
- 1810 Kapel van Klooster Catharinadal te Oosterhout
- 1810 Hervormde kerk te Oosterhout, waar het Bätz-orgel wordt uitgebreid
- 1816 Grote kerk te Breda, waar het orgel wordt schoongemaakt en uitgebreid
- 1818 Kerk te Dinteloord
- 1819 Grote Kerk te Breda, alwaar het orgel met een Vox Humana werd uitgebreid
- 1820 Heilige Mariakerk aan de Waterstraat te Breda
- 1820 Sint-Antoniuskerk te Breda
- 1821 Hervormde kerk te 's Gravenmoer, alwaar zich een orgel van Matthijs Verhofstadt uit 1715 bevond. Dit werd gerepareerd en aangepast.
- 1822 Katholieke kerk te Prinsenbeek
- 1822 Kerk aan de Haven te Waalwijk
- 1823 Katholieke kerk te Heesbeen
- 1824 Grote kerk te Breda, alwaar reparatiewerk werd uitgevoerd
- 1824 Hervormde kerk te Zevenbergen
- 1827 Sint-Petrus' Bandenkerk te Gilze
- 1827 Hervormde kerk te Oud-Beijerland
- 1827 Katholieke kerk te Wagenberg
- 1828 Hervormde kerk te Aalburg
- 1828 Katholieke kerk te Hooge Zwaluwe
- 1833 Maria Magdalenakerk te Goes, vervanging van het register Vox humana
- 1834 Hervormde kerk te Steenbergen
- 1836 Sint-Barbarakerk te Breda